# 뉴 사이언티스트
뉴 사이언티스트(New Scientist)는 과학과 기술의 모든 측면을 다루는 통속과학 잡지이다. 런던에 본사를 두고 영국, 미국, 호주에서 매주 영어판을 발행하고 있다. 편집상 별도의 조직이 월간 네덜란드어 버전을 발행한다. 1956년 11월 22일에 처음 출판된 뉴 사이언티스트는 1996년부터 온라인 형태로 제공되었다.
소매점(종이판)과 구독(종이판 및 온라인)으로 판매되는 이 잡지는 과학, 기술 및 그 의미에 대한 뉴스, 특집, 리뷰 및 논평을 다룬다. 뉴 사이언티스트는 또한 기술적인 것부터 철학적인 것까지 다양한 추측적인 기사를 출판한다.
뉴 사이언티스트는 2021년 3월 데일리 메일 앤 제너럴 트러스트(Daily Mail and General Trust, DMGT)에 인수되었다.

## 같이 보기
- 시민과학